# Acyrthosiphon rubifoliae
Acyrthosiphon rubifoliae är en insektsart. Acyrthosiphon rubifoliae ingår i släktet Acyrthosiphon och familjen långrörsbladlöss. Inga underarter finns listade i Catalogue of Life.